# Circus (album, Britney Spears)
Circus je šesté studiové album americké zpěvačky Britney Spears. Poprvé vyšlo 28. listopadu 2008 ve vydavatelství Jive Records v týdnu, kdy Spearsová slavila své narozeniny. Album je kombinací elektropopu a stylu předchozí desky Blackout. Dostalo se mu také pozitivních hodnocení ze strany hudebních kritiků a po svém vydání se dostalo na první příčku žebříčku Billboard 200 - Spearsová se tak stala nejmladší zpěvačkou v historii, jejíž 5 alb se umístilo na první příčce hitparády, čímž se zapsala do Guinnessovi knihy rekordů.
První singl z alba "Womanizer" se objevil na prvních místech v hitparádách ve více než 20 zemích po celém světě, včetně americké Billboard 100, a byl nominován na cenu Grammy v kategorii Nejlepší taneční nahrávka. Druhý singl "Circus" debutoval ve Spojených státech na třetí příčce a následující singl "If you seek Amy" se v hitparádě Billboard Hot 100 umístil na 20 příčce. Spearsová album také představila sérií živých vystoupení v rámci celosvětového turné The Circus Starring: Britney Spears.

## Seznam skladeb
| Pořadí | Název            | Hudba                        | Text                                                                                       | Délka |
| ------ | ---------------- | ---------------------------- | ------------------------------------------------------------------------------------------ | ----- |
| 1.     | Womanizer        | The Outsyders                | Nikesha Briscoe, Rafael Akinyemi                                                           | 3:44  |
| 2.     | Circus           | Dr. Luke, Benny Blanco       | Lukasz Gottwald, Claude Kelly, Benjamin Levin                                              | 3:12  |
| 3.     | Out from Under   | Guy Sigsworth                | Shelly Peiken, Arnthor Birgisson, Wayne Hector                                             | 3:53  |
| 4.     | Kill the Lights  | Danja                        | Nathaniel Hills, James Washington, Luke Boyd, Marcella Araica                              | 3:59  |
| 5.     | Shattered Glass  | Dr. Luke, Benny Blanco       | Gottwald, Kelly, Levin                                                                     | 2:52  |
| 6.     | If U Seek Amy    | Max Martin                   | Max Martin, Shellback, Savan Kotecha, Alexander Kronlund                                   | 3:36  |
| 7.     | Unusual You      | Bloodshy & Avant             | Christina Karlsson, Pontus Winnberg, Henrik Jonback, Kasia Livingston                      | 4:21  |
| 8.     | Blur             | Danja                        | Hills, Stacy Barthe, Araica                                                                | 3:07  |
| 9.     | Mmm Papi         | Let's Go to War              | Britney Spears, Henry Walter, Adrien Gough, Peter-John Kerr, Nicole Morier                 | 3:22  |
| 10.    | Mannequin        | Harvey Mason Jr, Rob Knox    | Spears, Harvey Mason Jr., Rob Knox, James Fauntleroy II                                    | 4:06  |
| 11.    | Lace and Leather | Dr. Luke, Benny Blanco       | Gottwald, Levin, Frankie Storm, Ronnie Jackson                                             | 2:47  |
| 12.    | My Baby          | Sigsworth                    | Spears, Sigsworth                                                                          | 3:18  |
| 13.    | Radar            | Bloodshy & Avant, The Clutch | Karlsson, Winnberg, Jonback, Balewa Muhammad, Candice Nelson, Ezekiel Lewis, Patrick Smith | 3:48  |

### Bonusy
| Pořadí | Název       | Hudba                        | Text                                                                      | Délka |
| ------ | ----------- | ---------------------------- | ------------------------------------------------------------------------- | ----- |
| 14.    | Amnesia     | Fernando Garibay             | Fernando Garibay, Livingston                                              | 3:56  |
| 15.    | Trouble     | Bloodshy & Avant, The Clutch | Karlsson, Winnberg, Jonback, Muhammad, Nelson, Lewis, Smith, L.A. Zaldaña | 3:35  |
| 16.    | Quicksand   | Garibay                      | Lady Gaga, Garibay                                                        | 4:05  |
| 17.    | Rock Boy    | Danja                        | Tina Parol, Hills, Araica, Michael Shimshack                              | 3:23  |
| 18.    | Phonography | Bloodshy & Avant, The Clutch | Karlsson, Winnberg, Jonback, Muhammad, Nelson, Lewis, Smith, L.A. Zaldaña | 3:35  |
| 19.    | Rock Me In  | Greg Kurstin                 | Spears, Greg Kurstin, Morier                                              | 3:17  |